# Keith Sanderson
Keith Sanderson (né le 2 février 1975 à Plymouth, États-Unis) est un tireur sportif au pistolet de nationalité américaine. 

## Sa vie
Il vit à Colorado Springs, dans le Colorado aux États-Unis.
Il commença le tir en 1996, dans le Corps des Marines. Il y passa huit ans puis s'en décrocha pour intégrer la Garde nationale. 
Il tire au pistolet 50 mètres libre et au pistolet rapide 25 mètres.

## Les grandes compétitions
- 2008 : cinquième place des Jeux olympiques d'été de Pékin en pistolet rapide 25 mètres.
- 2007 : médaillé d'argent aux Jeux panaméricains en pistolet rapide.
- 2007 : coupe du monde de Munich, médaillé de bronze (pistolet rapide), remporte son quota olympique.
- 2005 : champion du monde militaire de pistolet rapide.
- 2005 : champion national en pistolet libre et en pistolet rapide.
- 2005 : championnats des équipes américaines. Il gagna deux médailles d'or, une d'argent, et deux de bronze.